# POWER5

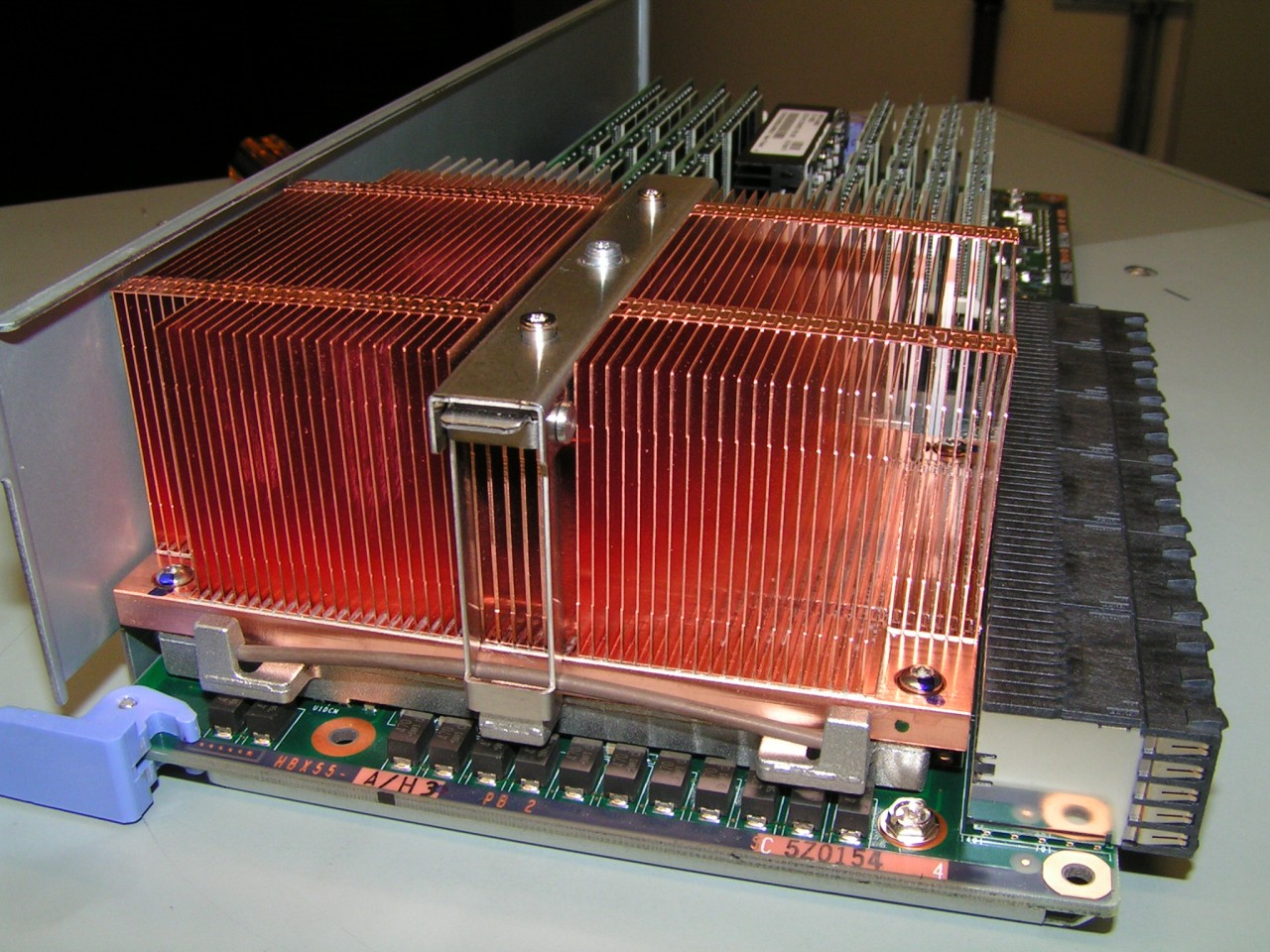
POWER5+ DCMを含むIBM System i5のプロセッサモジュール

POWER5（パワーファイブ）は、IBMが設計・製造したPower Architectureベースの64ビットマイクロプロセッサである。POWER5+（パワーファイブプラス）はその改良版である。2004年にリリースされ、2007年に後継のPOWER6に置き換えられた。

## 概要
POWER5は、成功したPOWER4の改良版で、主な改良は同時マルチスレッディング(2-Way SMT)と、ダイ上のメモリコントローラである。POWER5はデュアルコアのマイクロプロセッサで、それぞれのコアが1つの物理的なスレッドと、2つの論理的なスレッドをサポートし、合計では2つの物理的なスレッドと4つの論理的なスレッドをサポートした。

## 仕様
- 130nm / 389mm2 SOI 銅配線 プロセステクノロジー
  - 90nm / 240mm2 SOI 銅配線 プロセステクノロジー (POWER5+)
- Power Architecture デュアルコア
- 1.5GHz - 1.9GHz - 2.3GHz (POWER5+)
- 32ビット ALU
- 64ビット FPU
- L1 キャッシュ（命令/データ） 32KB/64KB
- L2 キャッシュ 1.9MB（ダイ上）
- L3 キャッシュ 36MB（DCM、MCM、QCM上）
- I/Oバス GX+

## 歴史
このマイクロプロセッサの技術的な詳細は、2003年のHot Chipsカンファレンスで最初に発表された。より完全な仕様は2003年10月14日の Microprocessor Forum 2003 で提供された。POWER5はオープンに販売されたのではなく、IBMとそのパートナーによって専ら使用された。POWER5を使用したシステムは2004年に発表された。
POWER5はハイエンドのエンタープライズサーバー市場で競い、主なライバルはインテルのItanium 2や、更にはサンのUltraSPARC IVや富士通のSPARC64 Vであった。

### POWER5+
POWER5+ は、POWER5を改良した置き換え版で、2005年10月4日に発表された。当初の改良は新しい製造プロセスによる低消費電力で、クロックは変わらず 1.5～1.9GHzだった。2006年2月14日に、2.2GHz クロックまで可能な新バージョンが登場した。POWER5+は前身のPOWER5マイクロプロセッサと同じパッケージを使用できるようにパッケージされたが、更にクアッドチップモジュール(QCM)が可能となり、2つのPOWER5+ダイと、それぞれのPOWER5+ダイごとに2つのL3キャッシュダイが搭載できた。

## 詳細
POWER5はPOWER4の改良版である。2ウェイのマルチスレッディングの追加は、それぞれのスレッドが使用できるように、リターンスタックやプログラムカウンター、命令バッファ、グループコンプリーションユニット、キューの格納などの重複を要求した。レジスタファイルや実行ユニットなど大半は共有されたが、しかしそれぞれのスレッドは専用のレジスタのセットを使用した。POWER5は同時マルチスレッディング(SMT)を、2つのスレッドが同時に実行できるように実装した。またPOWER5は現在のワークロードを最適化するためにSMTを停止することもできた。
POWER5は、389 mm2のサイズに2.76億個のトランジスタを搭載した。これはIBMの 0.13 µm SOI CMOSプロセスと、8層の銅配線が使用された。POWER5のダイは、デュアルチップモジュール(DCM)またはマルチチップモジュール(MCM)にパッケージされた。DCMは1つのPOWER5ダイと、そのL3キャッシュダイを搭載した。MCMは4つのPOWER5ダイと、4つのL3キャッシュダイを搭載し、L3キャッシュダイはそれぞれのPOWER5ダイ用で、サイズは 95 mm x 95 mmだった。
ハイエンドシステム用のいくつかのPOWER5プロセッサは、IBM ViVA (Virtual Vector Architecture)技術によって、複数のPOWER5コアをグループ化して1つのベクトルプロセッサとして稼働することができた。

## 用途
IBMはデュアルチップモジュール(DCM)やマルチチップモジュール(MCM)のPOWER5マイクロプロセッサを、彼らのSystem pおよびSystem iのサーバーファミリーや、DS8000ストレージシステムや、ハイエンドのInfoPrintプリンターでの組み込み用マイクロプロセッサとして使用した。またDCMのPOWER5はハイエンドのIntelliStation POWER 285ワークステーションでも使われた。
POWER5のサードパーティーユーザーには、Groupe BullによるEscala server、日立製作所によるエンタープライズサーバEP8000シリーズやSR11000コンピュータがある。EP8000は2004年11月にPOWER5、2005年10月にPOWER5+の搭載モデルを発表した。SR11000は最大128のPOWER5+マイクロプロセッサを使用し、いくつかのシステムは2007年のTOP500スーパーコンピュータリストに選ばれた。
IBMはPOWER5+を、彼らのSystem p5 510Q、520Q、550Q、560Q サーバーでも使用した。

## 参照
1. ↑  Glaskowsky, "IBM Raises Curtain on Power5".
2. ↑  Krewell, "Power5 Tops On Bandwidth".
3. ↑  エンタープライズサーバ EP8000シリーズ トピックス - 日立製作所
4. ↑  POWER5+プロセッサを搭載した科学技術計算向け高性能コンピュータ「スーパーテクニカルサーバ HITACHI SR11000 モデルK1」の出荷を開始 - 日立製作所
5. ↑  IBM System p5 Quad-Core Module Based on POWER5+ Technology: Technical Overview and Introduction - IBM RedBook